# Nils Wohlin
Nils Richard Wohlin (i riksdagen kallad Wohlin i Uppsala och senare Wohlin i Stockholm), född 11 juni 1881 i Adolf Fredriks församling, Stockholms stad, död 5 mars 1948 i Bondeby, Stigtomta församling, Södermanlands län, var en svensk statistiker, ekonom, ämbetsman och politiker (bondeförbundare och högerman). 
Han var riksdagsman i första kammaren 1919–1928 och 1932–1942, i andra kammaren 1929–1931, handelsminister 1923–1924 samt finansminister 1928–1929.

## Biografi
Nils Wohlin hade ytterligare två barn i äktenskapet med Gull Magnell. Förutom Ulla Lindström sönerna Per Hugo Wolle Wohlin och Måns Mikael Wolle Wohlin

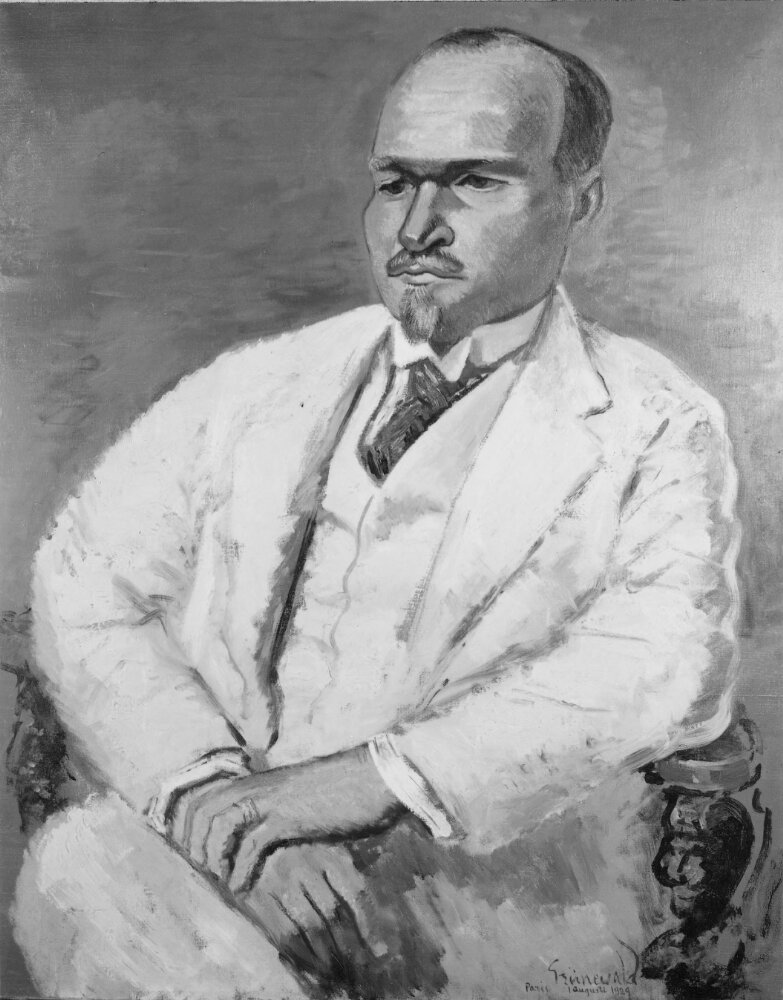
Nils Wohlin porträtterad av Isaac Grünewald, 1929.

Nils Wohlin tog mogenhetsexamen i Stockholm 1898. Han blev filosofie kandidat 1901 och filosofie licentiat 1903, båda vid Uppsala universitet; han avlade sin licentiatexamen i matematik, men kom efter studier vid Berlins universitet att därefter inrikta sig på jordbrukets rättsliga och ekonomiska förhållanden, under inflytande av agrarekonomen Max Sering. 
Wohlin var 1907–1910 sekreterare i emigrationsutredningen, och författade i denna roll flera skrifter om bondeklassens förhållanden i Sverige som kom att utgöra bilagor till utredningens betänkande. Under resten av sin karriär kom Wohlin att anlitas som expert i ett stort antal statliga utredningar och kommittéer. Han blev docent i politisk ekonomi 1908, i statistik 1912 samt filosofie doktor 1913, allt vid Stockholms högskola, och upprätthöll därefter en professur i statistik vid Uppsala universitet 1916–1930. 
År 1919 blev Wohlin invald i riksdagens första kammare för Jordbrukarnas fria grupp, som 1922 uppgick i Bondeförbundet. Mellan 1923 och 1924 var han handelsminister i Ernst Tryggers regering, och 1925–1927 var han vice ordförande i bevillningsutskottet. Då Wohlin motsatte sig 1927 års skolreform lämnade han Bondeförbundet och första kammaren, och satt därefter i andra kammaren för högern 1929–1931. År 1928 utsågs han till finansminister i Arvid Lindmans andra regering, men tvingades avgå i samband med sparbankskraschen året därpå. 
Åren 1932–1942 tillhörde Wohlin på nytt första kammaren, och återvände där till Bondeförbundet efter att ha gett sitt stöd åt den så kallade kriskompromissen 1933. Han var svensk delegat till Nationernas förbunds nedrustningskonferens i Genève 1932 och i NF:s församling 1932–1935, samt ordförande i befolkningskommissionen 1935–1938. Wohlin var även generaltulldirektör och chef för Tullverket 1930–1946.
Politiskt representerade Wohlin en utpräglad svensk nationalism, något som kommer till uttryck i den uppmärksammade uppsatsen ”Vad många svenska nationalister tänka”, som publicerades i Svensk tidskrift 1916. Han förespråkade i flera inlägg även rashygien, vilket bland annat belysts av Birger Hagård i en doktorsavhandling om Wohlin från 1976.
I sin ungdom var Wohlin verksam som poet och publicerade bland annat diktsamlingarna Oro (1903) och Öde-år (1904), där ett visst nietzscheanskt inflytande kan märkas.

### Privatliv
Nils Wohlin var son till grosshandlaren Per Nilsson Wohlin och Selma Isidora, född Kjellberg. 
Han var gift med Gull Magnell 1909–1919, Margit Cassel 1927–1935 och med Andrea Andreen 1937–1942. I det första äktenskapet blev han far till Ulla Lindström, och i det andra till Anna Wohlin Andersson, Åsa Wohlin och Lars Wohlin.
Nils Wohlin är begravd på Solna kyrkogård.

## Utmärkelser och ledamotskap

### Svenska utmärkelser och ledamotskap
- Kommendör med stora korset av Nordstjärneorden, 6 juni 1939.[6]
- Ledamot av Kungl. Lantbruksakademien, 1911.[3]
- Ledamot av Kungl. Vetenskapsakademien, 1918.[3]

### Utländska utmärkelser
- Storkorset av Sankt Olavs orden ”for særlig fremragende fortjenester av Norges sak under krigen”, 1946.[7]